# Кузнєцов Юрій Миколайович
Кузнєцов Юрій Миколайович — професор, доктор технічних наук, заслужений винахідник УРСР, заслужений працівник народної освіти України, заслужений викладач НТУУ «КПІ», Doctor Honoris Causa ТУ-Габрово, віце-президент ГО «Національна АН вищої освіти України».
Автор більше 1000 наукових робіт, 65 книг, понад 400 винаходів, корисних моделей, промислових зразків, творів науки та «ноу-хау», 2 стандартів СРСР на затискні і подавальні цанги (ГОСТ 2876-80, ГОСТ 2877-80), 8 керівних матеріалів та технічних умов (ТУ) з проектування і виготовлення цангових і безцангових затискних патронів нових конструкцій.

## Біографія
Кузнєцов Юрій Миколайович народився 24 червня 1940 року в м. Херсон (Україна) у родині військового.
1957 р. після закінчення зі срібною медаллю Київської середньої залізничної школи вступив на механіко-технологічний факультет Одеського політехнічного інституту. У 1959 р. перевівся до Київського політехнічного інституту (КПІ), механіко-машинобудівний факультет якого закінчив 1962 за спеціальністю «Технологія машинобудування, металорізальні верстати та інструменти». Усі подальші роки його трудової діяльності пов'язані із КПІ: асистент, аспірант, старший викладач, доцент, професор кафедри металорізальних верстатів (сьогодні — конструювання верстатів і машин). 1969 року захистив кандидатську дисертацію на тему «Дослідження і розробка цангових затискних і подавальних патронів токарних автоматів». 1984 у МДТУ ім. Баумана (Москва) захистив докторську дисертацію на тему «Синтез затискних механізмів пруткових автоматів» (офіційні опоненти професори, доктори технічних наук Антон Михайлович Дальський, Валентин Ервінович Пуш, Олексій Іванович Федотов).
З 1962 р. розробив навчальні програми та підготував нові навчальні курси з металорізальних верстатів, зокрема курси «Експлуатація верстатів», «Ергономіка та основи художнього конструювання верстатів», «Верстати-автомати й автоматичні лінії», «Верстати з ЧПУ та верстатні комплекси», «Цільові механізми верстатів-автоматів та верстатів з ЧПУ», «Конструювання верстатів і машин». Наприкінці 70-х рр. поставив і тривалий час викладав нові дисципліни «Основи наукових досліджень» та «Основи технічної творчості» з лабораторно-практичними заняттями до них і курсовою роботою, які його учні викладають досі.
Наприкінці 90-х років — на початку 2000-х підготував навчальні програми, читав лекції для бакалаврів, спеціалістів та магістрів різних спеціальностей не лише в НТУУ «КПІ», а також на запрошення інших ВНЗ України (Тернопільський національний технічний університет ім. Івана Пулюя, Херсонський національний технічний університет (ХНТУ), Волинський інститут економіки та менеджменту, Черкаський національний університет ім. Б. Хмельницького, Житомирський національний технічний університет).
Запровадив нові дисципліни, зокрема такі: «Основи патентознавства й авторського права» (пізніше «Патентознавство й авторське право»), «Теорія і практика технічної творчості» (пізніше «Теорія розв'язання творчих завдань»), «Інтелектуальна власність», «Робототехнічні системи і комплекси фармацевтичних та мікробіологічних виробництв», «Технологічне обладнання з паралельною кінематикою», «Стандартизація і сертифікація фармацевтичних і мікробіологічних виробництв».
Написав більше 40 підручників і навчальних посібників з різних дисциплін.
1977 р. у межах довготермінового міжнародного договору про співробітництво між КПІ та ВМЕІ — Габрово (Болгарія) Кузнєцов Ю. М. читав лекції з курсів «Верстати-автомати», «Технологія обробки деталей на верстатах з ЧПУ» у Габровському вищому машинно-електротехнічному інституті (сьогодні ТУ-Габрово) і понад 40 років є відповідальним виконавцем від Української сторони. Як спеціаліст, викладач і науковець надає науково-методичну допомогу спорідненим кафедрам технічних університетів міст Луцька, Кіровограда, Тернополя, Херсона, Черкас, Чернігова. З 2002 р. протягом 6 років був головою Державної екзаменаційної комісії з технології машинобудування у ХНТУ (Херсон).
З 1971 по 1976 р. був науковим керівником студентського конструкторського бюро механіко-машинобудівного факультету КПІ, у якому виконувались госпдоговірні роботи зі створення, модернізації та дослідження механізмів і вузлів верстатів для різноманітних підприємств СРСР.
Сьогодні Кузнєцов Ю. М. продовжує трудову і науково-педагогічну діяльність і присвячує її розвитку верстатобудування і вищої освіти, а також своїй родині.

## Наукові досягнення
Кузнєцов заснував наукову школу за чотирма напрямками:
1) з синтезу й аналізу затискних механізмів, обладнання автоматичного маніпулювання різними об'єктами та технологічного оснащення для металорізальних верстатів і гнучких виробничих систем;
2) зі створення верстатів-автоматів, верстатів з ЧПУ, верстатних комплексів нового покоління на модульному принципі, у тому числі з механізмами паралельної структури для високошвидкісної та прецизійної обробки, роботів і роботехнічних систем нового покоління на модульному принципі;
3) з проблем науково-технічної творчості (креатології) та інтелектуальної власності;
4) з еволюційного і генетичного синтезу антропогенних систем.
Кузнєцов Ю.М. розробив спеціалізований диференційно-морфологічний метод пошуку нових технічних рішень у галузі затискних механізмів на рівні винаходів.
Створені ним та його учнями нові високоточні подвійного затску, самоналаштовувальні, самоналаштувальні, швидкопереналагоджувальні та широкодіапазонні затискні патрони серійно запроваджені на токарно-револьверних верстатах моделей 1К341, 1Г340Г, 1В340Ф30 (ВАТ «Беверс», м. Бердичів) і на багатошпиндельних токарних автоматах (ВАТ «Веркон» м. Київ, ВАТ «Верстатоуніверсалмаш», м. Житомир) та ін.
За допомогою самоналаштовувальних цангових патронів (кандидатські дисертації Вачева А. А.. Сидорка В. І., Іванюка І. О. та інших), у яких реалізовано новий принцип затискання, було вирішено проблему затискання гарячекатаних прутків на токарних автоматах. Ці патрони широко використовувалися на підприємствах країн колишнього СРСР та Болгарії.
Щоб прискорити запровадження своїх винаходів, у 1990 р. Кузнєцов Ю. М. створив науково-запроваджувальне підприємство ТОВ «ЗМОК» («Затискні механізми та оснащення Кузнєцова»).
Разом з науковцями Хуазонського університету науки і техніки м. Ухань (Китай) побудував у м. І Тан провінції Шандун завод «Патрон — BTL» з виробництва самозатискних клинових свердлувальних патронів.
Під керівництвом Кузнєцова Ю. М. було сформовано другий науковий напрямок зі створення верстатів-автоматів, верстатів з ЧПУ та верстатних комплексів нового покоління на модульному принципі та їх вузлів. В цьому напрямку захистили докторські дисертації Кальченко В. І., Крижанівський В. А., Данильченко Ю. М. та кілька кандидатських дисертацій (Кожевніков В. Г., Мірошниченко С. В., Самойленко О. В., Аль-Рефо І. Ф., Ель-Дахабі Ф. В., Аль-Даббас Хасан. Хамуйєла Т. О. та інші). У 80-і рр. був науковим керівником госпдоговірної та держбюджетної тематики у співробітництві з Київським та Житомирським верстатобудівними заводами зі створення токарних багатошпиндельних багатоцільових верстатів з ЧПУ на модульному принципі.
За безпосередньої участі Кузнєцова Ю. М. був створений перший у світі двохпозиційний напівавтомат з супортами для обточування природних алмазів моделі ПОА-1К, що надалі мало розвиток при створенні, модернізації та активному контролі запровадження верстатів для обточування кристалів на діамантових і ювелірних фабриках колишнього СРСР.
З 2000-х рр. проводиться інтенсивна робота зі створення верстатів з паралельною кінематикою та реалізації запропонованої Кузнєцовим Ю. М. концепції гібридних каркасно-оболонкових компоновок верстатів і верстатних систем з механізмами паралельної структури на агрегатно-модульному принципі. У цьому напрямку захистили докторську дисертацію виконують Дмитрієв Д. О., Редько Р. Г. і кандидатські — Подольський М. І., Фіранський В. Б., Степаненко О. О. Підготували кандидатські дисертації Кеба П. В. і Олійник К. О.
Багато докторів та кандидатів технічних наук у своїх дисертаціях використовували сучасні методи пошуку нових технічних рішень і сприяли заснуванню третьої наукової школи (докторські дисертації Луціва І. В. [Архівовано 18 грудня 2019 у Wayback Machine.], Шевченко О. В., Настасенко В. О.), яка розвинулася наприкінці 90-х.
В 1998 р. Кузнєцов Ю. М. розробив концепцію підготовки інтелектуальної еліти у ВНЗ України. Підготував навчальні програми для магістрів і спеціалістів, видав підручник «Патентознавство та авторське право» і декілька навчальних посібників з нових дисциплін, у тому числі для нової спеціальності «Інтелектуальна власність».
По четвертому напрямку підготував в 2017 р.першого на африканському континенті (Ангола) д.т.н. Хамуйєлу Ж.А Герру .(тема «Генетико-морфологічний синтез затискних патронів»).
Учасник міжнародних технічних ярмарок у Болгарії (Пловдив), Німеччині (Лейпциг), Польщі (Познань), Південній Кореї (Сеул). Організатор і член оргкомітету багатьох науково-технічних конференцій.
Засновник наукової школи «Інноваційний синтез верстатів, верстатних систем та їх механізмів».
Керівник наукової групи ММІ-05 «Створення малогабаритного обладнення з комп’ютерним керуванням на модульному принципі» і гуртка «Верстати та машини різного призначення на модульному принципі» (інженерне спрямування).

## Учні
Підготував 13 докторів та 44 кандидатів технічних наук для України, Болгарії, В'єтнаму, Йорданії, Лівану та інших країн.
Як засновник визнаного у країнах СНД та Болгарії першого напрямку наукової школи із затискних механізмів та технологічного оснащення підготував більше 20 кандидатів і докторів технічних наук для України, Болгарії, Лівану, Йорданії, В'єтнаму та шншіх країн, серед яких доктори технічних наук Вачев А.А., Нагорняк С.Г., Сидорко В.І. та кандидати технічних наук Ахрамович В.М., Барсук В.І., Волошин В.Н., Дементьєв В.І., Іванюк І.О., Кушик В.Г., Литвин О.В., Нгуєн Ба Фук, Проскуряков К.І., Сяров С.П., Судьїн Ю О., Торба В.В., Хамуйєла Т.О., Ель-Дахабі Ф.В., Аль-Рефо І.Ф., Валід Алі Хуссейн Р., Недєлчева П.М., Юрчишин О.Я. та інші.
У напрямку розвитку теорії затискних механізмів виконують докторські дисертації його учні Волошин В.Н. і Недєлчева П.М. За другим напрямком захистили докторські дисертації Данильченко Ю.М., Кальченко В.І., Шевченко А.В. і кандидатські — Дускарєв Н. (Узбекистан), Іванов Г.І. (Болгарія), Мірошниченко С.В., Скляров Р.А, Гумінов В.В.
За час викладання у КПІ підготував кілька тисячі інженерів-верстатобудівників, серед яких Кальченко В. М. — колишній генеральний директор Київського верстатобудівного об'єднання ім. Горького, заступник міністра верстатобудівної промисловості СРСР, президент національної компанії «Укрверстатоінструмент», а потім національної компанії «росстанкоінструмент»; Ципоренко В. А. — президент компанії «Укрверстатоінструмент»; Масол І.В. — голова правління ВАТ «Росток»; Сидорко В.І. — заступник генерального директора інституту надтвердих матеріалів ім. В.Н. Бакуля; Гальчевський А.Н. — колишній генеральний директор Київського заводу «Арсенал»; Безручко А.Н. — віце-президент ВАТ «Веркон»; Ляшенко Ю.І. — перший проректор академії податкової служби України і багато інших керівників підприємств та організацій.

## Громадська діяльність
Кузнєцов Ю.М. проводить активну громадську діяльність. Протягом багатьох років він був головою ради новаторів Жовтневого району м. Києва, членом експертної ради при ВАК України, членом секцій машинобудування товариства «Знання» НТО Машпром і Північно-Західного наукового центру АН СРСР, членом Міськкому профспілок галузі, головою комісії нормування праці та зарплатні профкому КПІ, членом Комітету народного контролю КПІ, членом редакційної ради видавництва «Техніка» і редколегій низки збірників, лектором республіканського значення, членом науково-методичної ради зі спеціальності «Технологія машинобудування, металорізальні верстати та інструменти» ВМК Міністерства вищої та середньої освіти СРСР, членом Комітету з державних премій у галузі науки і техніки.
Сьогодні є головою експертно-консультаційної комісії з питань інтелектуальної власності при департаменті науки й іноватики НТУУ «КПІ», науково-методичної комісії Міністерства освіти та науки України з інженерної механіки, членом спеціалізованих вчених рад із захисту докторських і кандидатських дисертацій, академіком-секретарем загальнотехнічного відділення АН вищої освіти України, а згодом віце-президентом цієї АН (сьогодні ГО «Національна АН вищої освіти України»).

## Відзнаки і нагороди
1991 — «Заслужений винахідник УРСР».
1995 — обраний Академіком АН вищої школи України.
1998 — «Заслужений працівник народної освіти України» та «Заслужений викладач КПІ».
2002—2007 — віце-президент АН вищої школи України.
2003 — «Doctor Honoris Causa ТУ — Габрово».
2003, 2006 — подяки Київського міського голови.
2004, 2010, 2019 — тричі лауреат академічної нагороди Ярослава Мудрого.
2005, 2018, 2022  — лауреат академічної нагороди Святого Володимира, кавалер Ордена Святого Рівноапостольного князя Володимира Великого І, ІІ і ІІІ ступеннів.
2005, 2012, 2017 — переможець Всеукраїнських конкурсів «Винахідник-2004», «Винахідник-2011», «Винахідник-2016».
2007—2017  — переможець щорічних конкурсів НТУУ «КПІ» «Викладач-дослідник 2006—2016».
2014 — обраний діючим членом (академіком) міжнародної АН і інноваційних технологій
2016 — лауреат академічної нагороди (медаль «За успіхи в науково-педагогічній діяльності»)
2016 — міжнародна нагорода Всесвітньої організації інтелектуальної власності (WIPO) — золота медаль «Видатний винахідник»
2017 — лауреат академічних нагород (медалі Івана Пулюя і Миколи Івановича Дубини)
2024 - нагорода-медаль «За самовіддане служіння КПІ ім. Ігоря Сікорського»
Має урядові нагороди: медалі «1500-річчя Києва», «Ветеран праці», золоту та срібну медалі ВДНГ СРСР, дипломи ВДНГ УРСР, почесні грамоти Міністерства освіти і науки України, адміністрації м. Києва, нагрудні знаки «Винахідник СРСР», «Творець» та ін.
За конкурси на найкращі навчальні посібники, дипломні проекти нагороджений дипломами I і II ступеня АН вищої освіти України та НТУУ «КПІ».

## Книжкові видання

### Монографії і довідники
1. Орликов М. Л., Кузнецов Ю. Н. Проектирование зажимных механизмов автоматизированных станков. М.:Машиностроение, 1977.
2. Кузнецов Ю. Н., Кухарец А. В. Новые зажимные механизмы станков-автоматов.-К.: Техніка, 1979.
3. Станочные приспособления: Справочник, т.2, р.6.2. Б. Н. Вардашкина, В. В. Данилевского. — М.:Машиностроение, 1984.
4. Кузнецов Ю. Н., Спыну Г. А. Гибкие автоматизированные производства. В кн. «Наука предлагает решения». К.:Политиздат Украины, 1988.
5. Самонастраивающиеся зажимные механизмы: Справочник (Ю. Н. Кузнецов, А. А. Вачев, С. П. Сяров, А. Й. Цървенков; под ред. Ю. Н. Кузнецова.- К.:"Тэхника"; София: Гос. изд-во «Техника», 1988.
6. Самоцентриращи патронници и цангови затягащи механизми: Справочник (Ю. Н. Кузнецов, А. Й. Цървенков, А. А. Вачев, С. П. Сяров; под ред. А. Й. Цървенкова. — София, «Техника», 1989.
7. Кузнецов Ю. Н., Срибный Л. Н. Повышение эффективности токарных автоматов.- К.: Техніка, 1989.
8. Кузнецов Ю. Н., Крыжановский В. А. Агрегатно-модульное техническое оборудование нового поколения. — К. — Кировоград: ООО «ЗМОК» — ПП «ГНОЗИС», 2001. — 258с.
9. Данильченко Ю. М., Кузнєцов Ю. М. Прецизийні шпиндельні вузли на опорах кочення (теорія і практика). — Тернопіль — Київ, Економічна думка, 2003. — 344с.
10. Кузнєцов Ю. М. Дипломне проектування з інтелектуальної власності. — К.: ТОВ «ГНОЗІС», 2007. −364с.
11. Кузнєцов Ю. М., Самойленко О. В. Обробка полігональних поверхонь: теорія і практика. — К.: ТОВ «ГНОЗІС», 2008. — 193с.
12. Кузнєцов Ю. М., Чікін С. В., Мачуга Р. І. Відрізання прутків і труб: теорія і практика; під ред Ю. М. Кузнєцова. — К.: ТОВ «ГНОЗІС», 2008. — 333 с.
13. Ку Е. Компоновка станков с механизмами параллельной структуры / под. ред. Ю. Н. Кузнецова. — Херсон: ЧП Вышнемирский В. С., 2009—456 с., укр., 2010. — 471с. (рос.)
14. Кузнецов Ю. Н., Волошин В. Н., Неделчева П. М., Эль-Дахаби Ф. В. Зажимные механизмы для высокоскоростной и прецизионной обработки резанием. В двух частях. под. ред. Ю. Н. Кузнецова, — К.: ООО «ЗМОК» — ООО «Гнозис». ч.1, 2009. — 270с.
15. Кузнецов Ю. Н., Волошин В. Н., Неделчева П. М., Эль-Дахаби Ф. В. Зажимные механизмы для высокоскоростной и прецизионной обработки резанием. В двух частях. под. ред. Ю. Н. Кузнецова, — К.: ООО «ЗМОК» — ООО «Гнозис». ч.2, 2010. — 466с.
16. Кузнецов Ю. Н., Волошин В. Н., Неделчева П. М., Эль-Дахаби Ф. В. Зажимные механизмы для высокоскоростной и прецизионной обработки резанием / под. ред. Ю. Н. Кузнецова, — Габрово: Университетское издательство «Васил Апрелов», 2010. — 724 с.
17. Кузнецов Ю. Н., Кушик В. Г., Юрчишин О. Я. Широкодиапазонные и многофункциональные зажимные механизмы /Под ред. Ю. Н. Кузнецова — К.: ООО «ГНОЗИС». 2012. — 424 с.
18. Кузнецов Ю. Н., Фиранский В. Б., Волошин В. Н., Гуменюк О. А. Инструментальные зажимные патроны / Под ред. Ю. Н. Кузнецова  - К.: ООО «ГНОЗИС», 2012. -286 с.
19. Кузнєцов Ю. М., Луців І. В., Шевченко О. В., Волошин В. Н. Технологічне оснащення для високоефективної обробки на токарних верстатах (в печати) — Тернопіль: Терно-граф. 2011. 692 с.
20. Кузнецов Ю. Н., Хамуйела Ж. А. Герра, Хамуйела Т. О. Морфологический синтез станков и их механизмов /под ред. Ю. Н. Кузнецова. — К.: ООО «ГНОЗИС». 2012. — 416 с.
21. Кузнецов Ю. Н., Драчев О. И., Луцив И. В., Шевченко А. В., Волошин В. Н. Зажимные механизмы и технологическая оснастка для высокоэффективной токарной обработки — Старый Оскол: ТНТ, 2014. — 480 с.
22. Кузнецов Ю. Н., Драчев О. И., Луцив И. В., Шевченко А. В., Волошин В. Н. Динамика станочно-инструментальной оснастки для высокоэффективной токарной обработки — Старый Оскол: ТНТ, 2015. — 432 с.
23. Кузнецов Ю. Н., Драчев О. И., Волошин В. Н. Принципы создания станочно-инструментальной оснастки для высокоэффективной токарной обработки — Старый Оскол: ТНТ, 2016. — 336 с.
24. Кузнєцов Ю. М., Придальний Б. І. Приводи затискних механізмів металообробних верстатів. –Луцьк: Вежа-Друк, 2016. — 358 с.
25. Хамуйела Ж. А. Герра, Кузнецов Ю. Н., Хамуйела Т. О. Генетико-морфологический синтез зажимных патронов. Луцк: Вэжа-Друк, 2017. — 328 с.
26. Joaquim Augusto Guerra Hamuyela, Kuznetsov Yu.N., Hamuyela T.O. Sintese Genetico-Morfologica de Porta-Mandris de Fixacao. Lushik: Veja-Imprensa, 2019. — 320 p.
27. Колективні монографії «НОВІ ПОГЛЯДИ І ПІДХОДИ ДО СТВОРЕННЯ ЗАТИСКНИХ МЕХАНІЗМІВ ВЕРСТАТІВ З ЕЛЕКТРОМЕХАНІЧНИМ ПРИВОДОМ»; «НОВІ ПОГЛЯДИ І ПІДХОДИ ДО СТВОРЕННЯ АВТОМАТИЗОВАНИХ УНІВЕРСАЛЬНИХ ЛЕЩАТ ДЛЯ ЗАТИСКУ СКЛАДНОПРОФІЛЬНИХ ОБ’ЄКТОВ»; «ТЕХНОЛОГІЧНЕ ОСНАЩЕННЯ ФРЕЗЕРНИХ ВЕРСТАТІВ: проектування, теорія, практика»;

### Підручники
1. Проектирование металлорежущих станков и станочных систем: Справочник-учебник. т.2 Расчет и конструирование узлов и элементов станков, гл.7; Под общ.ред. А.С. Проникова.-М: Изд-во МГТУ им. Н.Э. Баумана: Машиностроение, 1995.
2. Кузнєцов Ю.М. Патентознавство та авторське право. — К.: ТОВ «Кондор», 2005. −428с.
3. Кузнєцов Ю.М. Патентознавство та авторське право. 2-е видання, перероблене і доповнене — К.: ТОВ «Кондор», 2009. −446с.
4. Кузнецов Ю.Н. Патентоведение и авторское право. — К.: "Кондор, 2009—446с.
5. Кузнєцов Ю.М., Новосьолов Ю.К., Луців І.В. Теорія технічних систем, Севастополь: СевНТУ (в печати), 2010. — 252 с. (укр.), 2011. — 246 с.(рос,), 2012. — 246 с.(англ.).
6. Кузнєцов Ю.М., Придальний Б.І., «Теорія технічних систем в аспектах досліджень та технічної творчості».
7. Кузнєцов Ю.М., навчальний посібник «Технологічне обладнання з паралельною кінематикою».

### Навчальні посібники
1. Кузнецов Ю.Н. Станки-автоматы, применяемые в массовом и крупносерийном производстве. — К.: КПИ, 1973.
2. Кузнецов Ю.Н. Станки-автоматы (в 4-х частях). Габрово, 1977.
3. Лубенец Л.Г., Кузнецов Ю.Н., Анейрос Ф.М., Лопез Т. Д., Кастро М С., Эспиноза Г.Д. Металлорежущие станки, Куба, 1977 (исп.), афт. 15 пл.
4. Кузнецов Ю.Н. Новые цанговые зажимные и подающие механизмы. Для слушателей УТПМ. — М.: Машиностроение, 1988 — 55с.
5. Иванов Г.И., Найдёнов А.П., Кузнецов Ю.Н. Програмно управление на металорежещи машини и автоматизирани комплекси. — Габрово, ВМЕИ, 1988—348с.
6. Кузнецов Ю.Н., Иванов Г.И. Пресмятане и конструироване на металорежещи машини с цифрово программно управление. КПИ-Киев-Габрово, ВМЕИ, 1988—348с.
7. Кузнецов Ю.Н. Станки с ЧПУ. — К.: Вища школа, 1991. — 278с.
8. Кузнецов Ю.Н. Использование эвристических приемов в работе конструктора станочной оснастке. — М.: УТПМ, 1992. — 86с.
9. Кузнєцов Ю.М., Луців І.В., Дубиняк С.А. Теорія технічних систем: під заг. ред. Кузнєцова Ю. М. — К.: — Тернопіль, 1998. — 320с.
10. Кузнецов Ю.Н. Методы создания новых технических систем. — К.: ООО «ЗМОК» — ПП «ГНОЗИС», 1998. — 80с.
11. Кузнецов Ю.Н. Основы патентоведения и авторского права. — К.: ООО «ЗМОК» — ПП «ГНОЗИС», 1998, 1999, 2000. — 183с.
12. Кузнецов Ю.Н. Станки-автоматы и автоматические линии. — К.: ООО «ЗМОК» — ПП «ГНОЗИС», 1999. — 204с.
13. Кузнецов Ю.Н. Станки с ЧПУ и станочные комплексы. — К. — Тернополь: ООО «ЗМОК», 1999. — 344с.
14. Кузнецов Ю.Н. Целевые механизмы станков-автоматов и станков с ЧПУ. — К. — Тернополь: ООО «ЗМОК» — ПП «ГНОЗИС», 2001. — 354с.
15. Кузнєцов Ю.М. Основи патентознавства та авторського права. — К.: — ТОВ «ЗМОК» — ПП «ГНОЗИС», 2001. — 206с.
16. Кузнєцов Ю.М. Верстати-автомати та автоматичні лінії. — К.: ТОВ «ЗМОК» — ПП «ГНОЗИС», 2001. — 198с.
17. Кузнєцов Ю.М. Верстати з ЧПУ та верстатні комплекси. — К. — Тернопіль: ТОВ «ЗМОК» — ПП «ГНОЗИС», 2001. — 298с.
18. Кузнєцов Ю.М. Цільові механізми верстатів-автоматів та верстатів з ЧПК. — К. — Тернопіль: — ТОВ «ЗМОК» — ПП «ГНОЗИС», 2001. — 354с.
19. Агрегатно-модульне технологічне обладнання: В 3-х частинах. Під ред. Ю. М. Кузнєцова /автор Крижанівський В. А., Кузнєцов Ю. М., Кіріченко А.М. та інші. Кіровоград, 2003. — ч.1 — 422с. — ч.2 — 286с. — ч.3 — 507с.
20. Кузнєцов Ю.М. Теорія розв'язання творчих задач. — К.: — ТОВ «ЗМОК» — ПП «ГНОЗИС», 2003. — 294с.
21. Гарькавий А.Д., Середа Л.П., Кузнєцов Ю.М. Інтелектуальна власність в аграрному виробництві. — Вінниця, ВДАУ, 2004. — 210с.
22. Кузнєцов Ю.М., Косенюк Г.В. Промислові зразки: охорона та оформлення: Під ред. Ю. М. Кузнєцова. — Черкаси: ЧНУ ім. Б. Хмельницького, 2004. — 140с.
23. Кузнєцов Ю.М., Скляров Р.А. Прогнозування розвитку технічних систем: Під ред. Ю.М. Кузнєцова. — ТОВ «ЗПОК» — ПП «ГНОЗИС», 2004. — 323с.
24. Крижанівський В.А., Кузнєцов Ю.М., Валявський І.А., Скляров Р.А. Технологічне обладнання з паралельною кінематикою: Під ред. Ю.М.Кузнєцова. — Кіровоград, 2004. — 449с.
25. Контрольно-вимірювальні системи технологічного обладнання. Під ред. Ю. М. Кузнєцова /автори Крижанівський В. А., Кузнєцов Ю. М., Бабич В.М. Кириченко А.М. .- Кіровоград, КНТУ, 2005. — 500 с.
26. Кузнєцов Ю.М., Ромашко А.С., Гуменюк О.А. Винаходи: створення, набуття, реалізація та захист прав. / За ред. Ю. М. Кузнєцова. — ТОВ «ЗМОК» — ПП «ГНОЗІС», 2006. — 253с.
27. Кузнєцов Ю.М., Данильченко М.Г., Косенюк Г.В., Данильченко Ю.М., Ромашко А.С. Засоби індивідуалізації учасників цивільного обороту товарі та послуг. /За заг. ред. Ю. М. Кузнєцова. — Черкаси: — ЧНУ ім. Б. Хмельницького. — Тернопіль: Економічна думка, 2006. — 420с.
28. Кузнєцов Ю. М., Косенюк Г. В., Данильченко М. Г. Інтелектуальна власність: За заг. ред. Ю. М. Кузнєцова. — Тернопіль: Економічна думка, 2006. — 420с.
29. Кузнєцов Ю. М., Литвин О. В. Практикум з дисципліни «Основи технічної творчості» (в печати) — К.: ТОВ «ГНОЗИС», 2010. — 160 с.
30. Кузнецов Ю. М., Самойленко О. В. Практикум з дисципліни «Патентентознавство та авторське право» (в печати) — К.: ТОВ «ГНОЗИС», 2010. — 234 с.
31. Кузнєцов Ю. М., Шибецький В. Ю. Робототехнічні системи і комплекси для фармацевтичних біотехнологічних виробництв — К.: ТОВ «ГНОЗИС», 2012. — 335 с.
32. Кузнєцов Ю. М., Придальний Б. І. Проектування цільових механізмів маніпулювання верстатів нового покоління. — Луцьк: Вежа-Друк, 2012. — 425 с.
33. Кузнєцов Ю. М., Придальний Б. І. Проектування цільових механізмів маніпулювання верстатів нового покоління; 2-е видання– Луцьк: Вежа-Друк, 2014. — 428 с.
34. Кузнєцов Ю. М., Саленко О. Ф., Харченко О. О., Щетинін В. Т. Технологічне обладнання з ЧПК: механізми і оснащення — Київ-Кременчук-Севастополь: Вид-во «Точка», 2014. — 500 с.
35. Кузнецов Ю. М., Мікульонок І. О., Самойленко О. В. Практикум з дисципліни «Патентентознавство та авторське право» — К.: ТОВ «ГНОЗИС», 2014. — 317 с.

### Огляди
1. Кузнецов Ю. Н., Судьин Ю. А., Носов В. Н. Прогрессивные зажимные механизмы токарных автоматов и полуавтоматов для токарной обработки деталей подшипников. Обзор. Серия Х «Подшипниковая промышленность». — М.: ВНИИП, 1986.
2. Кузнецов Ю. Н., Судьин Ю. А., Носов В. Н. Расширение технологических возможностей автоматов с ЧПУ. Обзор ВНИПП. Обзор. Серия Х «Подшипниковая промышленность», ЦНИИТЭПавтопром.. — М.: 1989.

### Інше
- Кузнєцов Ю. М. Передумови генетично-морфологічного синтезу електромеханічних приводів затискних механізмів, що обертаються [Архівовано 16 листопада 2017 у Wayback Machine.] / Ю. М. Кузнєцов, Б. І. Придальний // Вісник НТУУ «КПІ». Машинобудування: збірник наукових праць. – 2015. – № 3(75). – С. 48–55. – Бібліогр.: 10 назв.
- Методичні вказівки до виконання лабораторних робіт «Дослідження силових та жорсткісних характеристик високошвидкісного інструментального затискного патрона типу CoroGrip» з дисципліни «Технологічне обладнання з паралельною кінематикою» для студентів з напряму підготовки 6.050503 «Машинобудування», спеціальності «Металорізальні верстати та системи» [Електронний ресурс] [Архівовано 16 листопада 2017 у Wayback Machine.] / НТУУ «КПІ» ; уклад. Ю. М. Кузнєцов, В. А. Недобой. – Електронні текстові дані (1 файл: 878 Кбайт) . – Київ: НТУУ «КПІ», 2014. – 11 с. – Назва з екрана.

## Виноски
1. ↑  Архівована копія. Архів оригіналу за 29 травня 2014. Процитовано 29 травня 2014.{{cite web}}:  Обслуговування CS1: Сторінки з текстом «archived copy» як значення параметру title (посилання)
2. ↑  Архівована копія. Архів оригіналу за 4 березня 2016. Процитовано 20 червня 2010.{{cite web}}:  Обслуговування CS1: Сторінки з текстом «archived copy» як значення параметру title (посилання)